# Copa Challenger de Voleibol Masculino de 2023
La Copa Challenger de Voleibol Masculino de 2023 fue la cuarta edición del torneo anual internacional de voleibol masculino disputado por 8 equipos nacionales que se clasifican para la Liga de Naciones de Voleibol Masculino FIVB. El torneo se llevó a cabo en Doha, Qatar, entre el 27 y el 30 de julio.
Turquía ganó el título, derrotando a Qatar en la final, y se ganó el derecho de participar en la Liga de Naciones 2023 reemplazando a China, último equipo desafiante de la edición 2023.

## Clasificación
En total, 8 equipos clasificaron para la competición.
| Confederación | Clasificación                                    | Fecha               | Equipo               |
| ------------- | ------------------------------------------------ | ------------------- | -------------------- |
| CAVB          | 1.er Equipo de la CAVB en el Ranking FIVB        | 31 de marzo de 2023 | Túnez                |
| CSV           | 1.er Equipo de la CSV en el Ranking FIVB         | 31 de marzo de 2023 | Chile                |
| NORCECA       | Campeones Final Four de la NORCECA               | 31 de marzo de 2023 | República Dominicana |
| AVC           | Campeones Copa AVC                               | 31 de marzo de 2023 | Tailandia            |
| AVC           | Anfitrión                                        | 8 de abril de 2023  | Qatar                |
| CEV           | Campeones de la Liga Europea de Voleibol 2023    | 26 de junio de 2023 | Turquía              |
| CEV           | Subcampeones de la Liga Europea de Voleibol 2023 | 26 de junio de 2023 | Ucrania              |
| AVC           | Último lugar el la Liga de Naciones 2023         | 10 de julio de 2023 | China                |

## Sistema de competición
Los 8 equipos se ordenaron según su posición en el ranking mundial, con la excepción de Qatar que obtuvo la 1.ª cabeza de serie por ser anfitrión. Los equipos se enfrentaron un sistema de eliminación directa desde cuartos de final, donde los enfrentamientos se determinaron tales que los primeros cabezas de serie se enfrentaron a los últimos.
| Mejor rankeado    | Peor rankeado             |
| ----------------- | ------------------------- |
| Qatar (Anfitrión) | Tailandia (67)            |
| Turquía (12)      | República Dominicana (34) |
| Ucrania (15)      | China (31)                |
| Túnez (19)        | Chile (26)                |

## Resultados
- Del 28 al 30 de julio

- Sede:  Aspire Ladies Sports Hall
- Todos los horarios corresponden a la hora de Doha, Qatar ( UTC+03:00 )

|  | Cuartos de final | Cuartos de final     | Cuartos de final |         |         | Semifinales | Semifinales | Semifinales |       |               | Final         | Final         | Final       |  |
|  | 28 de julio      | 28 de julio          | 28 de julio      |         |         | 29 de julio | 29 de julio | 29 de julio |       |               | 30 de julio   | 30 de julio   | 30 de julio |  |
|  |                  |                      |                  |         |         |             |             |             |       |               |               |               |             |  |
|  |                  |                      |                  |         |         |             |             |             |       |               |               |               |             |  |
|  | 1                | Qatar                | 3                |         |         |             |             |             |       |               |               |               |             |  |
|  | 1                | Qatar                | 3                |         |         |             |             |             |       |               |               |               |             |  |
|  | 8                | Tailandia            | 0                |         |         |             |             |             |       |               |               |               |             |  |
|  | 8                | Tailandia            | 0                |         | Qatar   | Qatar       | 3           |             |       |               |               |               |             |  |
|  |                  |                      |                  |         | Qatar   | Qatar       | 3           |             |       |               |               |               |             |  |
|  |                  |                      | Chile            | Chile   | 0       |             |             |             |       |               |               |               |             |  |
|  | 4                | Túnez                | Chile            | Chile   | 0       | 0           |             |             |       |               |               |               |             |  |
|  | 4                | Túnez                |                  |         |         |             |             |             |       |               |               |               |             |  |
|  | 5                | Chile                | 3                |         |         |             |             |             |       |               |               |               |             |  |
|  | 5                | Chile                | 3                |         |         |             |             |             |       | Qatar         | Qatar         | 2             |             |  |
|  |                  |                      |                  |         |         |             |             |             |       | Qatar         | Qatar         | 2             |             |  |
|  |                  |                      | Turquía          | Turquía | 3       |             |             |             |       |               |               |               |             |  |
|  | 2                | Turquía              | Turquía          | Turquía | 3       | 3           |             |             |       |               |               |               |             |  |
|  | 2                | Turquía              |                  |         |         |             |             |             |       |               |               |               |             |  |
|  | 7                | República Dominicana | 1                |         |         |             |             |             |       |               |               |               |             |  |
|  | 7                | República Dominicana | 1                |         | Turquía | Turquía     | 3           |             |       | Tercer puesto | Tercer puesto | Tercer puesto |             |  |
|  |                  |                      |                  |         | Turquía | Turquía     | 3           |             |       | Tercer puesto | Tercer puesto | Tercer puesto |             |  |
|  |                  |                      | Ucrania          | Ucrania | 2       |             |             |             |       |               |               |               |             |  |
|  | 3                | Ucrania              | Ucrania          | Ucrania | 2       | 3           |             |             | Chile | Chile         | 0             |               |             |  |
|  | 3                | Ucrania              |                  |         |         |             |             |             | Chile | Chile         | 0             |               |             |  |
|  | 6                | China                | 1                |         |         |             |             |             |       |               | Ucrania       | Ucrania       | 3           |  |
|  | 6                | China                | 1                |         |         |             |             |             |       |               | Ucrania       | Ucrania       | 3           |  |
|  |                  |                      |                  |         |         |             |             |             |       |               |               |               |             |  |

### Cuartos de final
| Fecha       | Hora  | Equipo 1 | Sets  | Equipo 2             | Set 1 | Set 2 | Set 3 | Set 4 | Set 5 | Total |
| ----------- | ----- | -------- | ----- | -------------------- | ----- | ----- | ----- | ----- | ----- | ----- |
| 28 de julio | 11:00 | Túnez    | 0 : 3 | Chile                | 19-25 | 23-25 | 23-25 |       |       | 65-75 |
| 28 de julio | 12:00 | Ucrania  | 3 : 1 | China                | 25-19 | 25-22 | 23-25 | 25-19 |       | 98-85 |
| 28 de julio | 17:00 | Qatar    | 3 : 0 | Tailandia            | 26-24 | 25-23 | 26-24 |       |       | 77-71 |
| 28 de julio | 20:00 | Turquía  | 3 : 1 | República Dominicana | 25-20 | 25-17 | 24-26 | 25-19 |       | 99-82 |

### Semifinales
| Fecha       | Hora  | Equipo 1 | Sets  | Equipo 2 | Set 1 | Set 2 | Set 3 | Set 4 | Set 5 | Total   |
| ----------- | ----- | -------- | ----- | -------- | ----- | ----- | ----- | ----- | ----- | ------- |
| 29 de julio | 16:00 | Turquía  | 3 : 2 | Ucrania  | 18-25 | 25-23 | 25-17 | 19-25 | 15-13 | 102-103 |
| 29 de julio | 19:00 | Qatar    | 3 : 0 | Chile    | 25-21 | 25-22 | 27-25 |       |       | 77-68   |

### Tercer Puesto
| Fecha       | Hora  | Equipo 1 | Sets  | Equipo 2 | Set 1 | Set 2 | Set 3 | Set 4 | Set 5 | Total |
| ----------- | ----- | -------- | ----- | -------- | ----- | ----- | ----- | ----- | ----- | ----- |
| 30 de julio | 16:00 | Chile    | 0 : 3 | Ucrania  | 21-25 | 19-25 | 18-25 |       |       | 58-75 |

### Final
| Fecha       | Hora  | Equipo 1 | Sets  | Equipo 2 | Set 1 | Set 2 | Set 3 | Set 4 | Set 5 | Total  |
| ----------- | ----- | -------- | ----- | -------- | ----- | ----- | ----- | ----- | ----- | ------ |
| 30 de julio | 19:00 | Qatar    | 2 : 3 | Turquía  | 13-25 | 25-21 | 18-25 | 25-22 | 9-15  | 90-108 |

## Posiciones finales
| Rank              | Team                 |
| ----------------- | -------------------- |
| Medalla de oro    | Turquía VNL          |
| Medalla de plata  | Qatar                |
| Medalla de bronce | Ucrania              |
| 4                 | Chile                |
| 5                 | China                |
| 6                 | República Dominicana |
| 7                 | Tailandia            |
| 8                 | Túnez                |

| \| \| \| \| \| Campeón Turquía[3] 1.er título \| Plantel: 1 Kaan Gürbüz, 6 Ardan Bostan, 7 Berdinhan Bülbül, 8 Burutay Subasi, 9 Mirza Lagumdzija, 10 Arslan Eksi , 12 Adis Lagumdzija , 14 Faik Samet Gunes, 15 Mert Matić, 19 Berkay Bayraktar, 20 Efe Bayram, 28 Enes Atli, 53 Volkan Done, 77 Vahit Emre Savas Entrenador: Alberto Giuliani |
| |
| |
| Campeón Turquía 1.er título |

|                             |
|                             |
| Campeón Turquía 1.er título |